# Вичавки

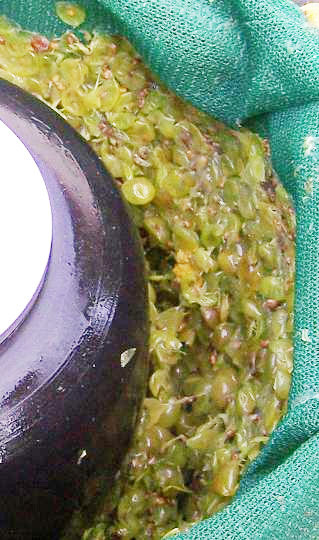
Вичавки винограду Шардоне, які залишилися після віджимання.

Вичавки (м'язга, також мезга) — тверді залишки винограду, оливок або інших фруктів після вичавлювання (витискання) соку або олії. Вони містять шкірочки, м'якоть, насіння і стебла плодів.
Вичавки винограду традиційно використовують для отримання вичавкових бренді (таких, як граппа, зиванія, орухо, тьорколипалінка та чача) і олію виноградних кісточок. Сьогодні їх більше використовують як корм для худоби, добриво або для добування біологічно активних сполук, таких як поліфеноли.

## Історія
За часів Середньовіччя вино з вичавок із низьким вмістом алкоголю (близько 3-4 %) було широко доступним. Це вино виготовляли зброджуванням вичавок із водою. Як правило, середньовічні вина не піддавали повній ферментації до стану сухого вина, тому вичавки зберігали трохи залишкового цукру після ферментації.

### Пікет
Стародавні греки та римляни використовували вичавки для виготовлення вина, яке потім стало відоме як пікет. Отримане вино низької якості зазвичай призначалося для рабів і простих робітників. Після того, як виноградні грона витискали двічі, отримані вичавки замочували у воді на добу і пресували втретє. Отриману рідину змішують з більшою кількістю води для одержання тонкого, слабкого вина.

## Використання
Яблучні вичавки часто використовують для виробництва пектину, може бути використані для виготовлення сидеркіну, слабкого сидру.
Виноградні вичавки використовують для виготовлення вичавкового бренді й вина пікуетте. Більшість виноробних культур починали виготовляти власні типи вичавкового бренді після опановування принципів дистиляції.

### Виноробство
У виноробстві вичавки відрізняється у залежності від того, яке вино виготовляється, біле або червоне.
У виробництві червоного вина вичавки отримують після вільного стікання соку (попередньо сік утворюється від здавлювання під власною вагою), після чого залишається темно-червоне сміття, яке складається з виноградних шкірок і стебел від грон. Колір червоного вина формується під час контакту шкірочок у період мацерації, який іноді може включати часткову ферментацію. Отримані вичавки містять більше алкоголю та танінів, ніж у вичавках після виробництва білого вина. В італійській провінції Вальполічеллі вичавки винограду Амароне вимочують і виготовляють вино Ріпассо.
При виробництві білих вин виноградний сік швидко вичавлюють після дроблення, щоб уникнути контакту зі шкірками, які вже є небажаним продуктом для вина. Утворений залишок має світлий, зеленувато-коричневий колір, містить залишковий цукор, але не містить танінів і алкоголю. Зазвичай ці вичавки використовують для виготовлення бренді.

### Інші області застосування
З екологічної точки зору під час виробництва вина утворюється велика кількість вичавок. Деякі виноробні підприємства використовують відходи як добрива, інші продають біогазовим компаніям як поновлюване джерело енергії. Вичавки поміщають до анаеробних реакторів з мікроорганізмами, які сприяють його розкладанню на газ метан, який можна спалювати для вироблення тепла або електроенергії.
Певні поліфеноли з вичавок червоного вина можна застосовувати для гігієни ротової порожнини. Дослідження, проведені в  стоматологічному центрі Істман, виявили, що ці поліфеноли заважають стрептококам, бактеріям із ротової порожнини, які викликають карієс. Професор Хюн Ку, керівник дослідження, сподівається відокремити ці поліфеноли, щоб розробити нову рідину для полоскання рота, яка допоможе захистити від карієсу.
Виноградні вичавки також можна використовувати в нафтовій і газовій промисловості як поглинаючий матеріал у буровому розчині за рахунок волокнистої структури вичавок і великому вмісту танінів.
В університеті Ерцієс у Туреччині у 2004 році провели дослідження, яке виявило, що вичавки можуть також виконувати роль природного консерванту харчових продуктів, який перешкоджає розвитку кишкової палички, Сальмонели та стафілококовим бактеріям. Дослідники подрібнили на порошок висушені вичавки з білого турецького винного винограду сорту Емір Карасі і червоного винограду сорту Каледжик Карасі; суміш змішали з етилацетатом, метанолом або водою і піддавали впливу на 14 різних типів харчових бактерій. Всі 14 бактерій у певній мірі гальмували ріст і розвиток, залежно від сорту і концентрації екстракту. Вичавки з червоного винного винограду «Каледжик Карасі» виявилися найбільш ефективними; дослідники вважають, що це через більшу концентрацію поліфенолів у шкірках червоного винного винограду.
Оеноціанін — це природний червоний харчовий барвник, який отримують із виноградних вичавок. Тартрати (гідротартрат калію) і виноградні поліфеноли також можна виготовляти з виноградних вичавок.
Яблучні вичавки протягом тривалого часу є традиційним кормом для всіх видів худоби. Рекомендовано використовувати виноградні вичавки як корм для худоби для зменшення викидів відходів переробки винограду в навколишнє середовище, що може призвести до серйозного забруднення.